# Термінал ЗПГ Акахутла
Термінал ЗПГ Акахутла – інфраструктурний комплекс для прийому зрідженого природного газу (ЗПГ) у Сальвадорі. 
Наприкінці 2010-х років виник проект генерації електроенергії у Сальвадорі з використанням природного газу, що дозволило б покрити існуючий дефіцит та зменшити споживання більш витратних нафтопродуктів. Доставку блакитного палива було можливим організувати через термінал для імпорту зрідженого газу, при цьому обрали варіант плавучого регазифікаційного терміналу, який потребував менше капітальних інвестицій та часу на створення. 
Навпроти порту Акахутла, за 1,2 км від узбережжя, облаштували швартовий вузол для плавучої установки зі зберігання та регазифікації ЗПГ. Звідси прокладений трубопровід діаметром 600 мм та завдовжки 1,8 км, з яких 0,5 км припадає на наземну ділянку до ТЕС Акахутла. Наземну частину траси спорудили методом буріння горизонтального мікро-тонелю. Протягування труби через тунель та укладання її на офшорній ділянці у траншею виконало багатоцільове будівельне судно BOKA Falcon (воно ж провело і роботи з обладнання швартового вузла).
В листопаді 2021-го до Акахутла прибула плавуча установка зі зберігання та регазифікації "BW Tatiana", яка здатна видавати до 7,9 млн м3 блакитного палива на добу та має резервуари об’ємом 137000 м3. Установка була поставлена на швартовий вузол і у квітні 2022-го прийняла першу партію ЗПГ з газового танкера Bilbao Knutsen.
Проект реалізувала компанія Energía del Pacífico, тоді як плавучу установку надала у фрахт сінгапурська (із другим офісом у Норвегії) компанія BW.